# آرشیدوک کارل لودویگ
آرشیدوک کارل لودویگ (انگلیسی: Archduke Karl Ludwig of Austria؛ ۳۰ ژوئیهٔ ۱۸۳۳ – ۱۹ مهٔ ۱۸۹۶) یک شاهزاده اهل اتریش بود.